# Craterellus lutescens
Espèce
Synonymes
- Cantharellus lutescens (Pers.) Fr. 1821 (préféré par NCBI)[1],[2]
- Cantharellus tubaeformis var. lutescens Fr.[2]
- Merulius lutescens Pers.[2]
- Merulius tubiformis var. lutescens (Pers.) Pers.[2]
- Trombetta lutescens (Pers.) Kuntze[2]

- Cantharellus xanthopus[réf. souhaitée]
- Cantharellus aurora[réf. souhaitée]

Craterellus lutescens, la Chanterelle jaune, Craterelle jaune ou simplement Craterelle (par sa forme proche de Craterellus tubaeformis) est une espèce de champignons du genre Craterellus de la famille des Cantharellaceae.

## Habitat
Cette espèce croît dans des forêts de conifères ou près des côtes.
L'espèce a une forte capacité de concentration du césium 137.

## Galerie

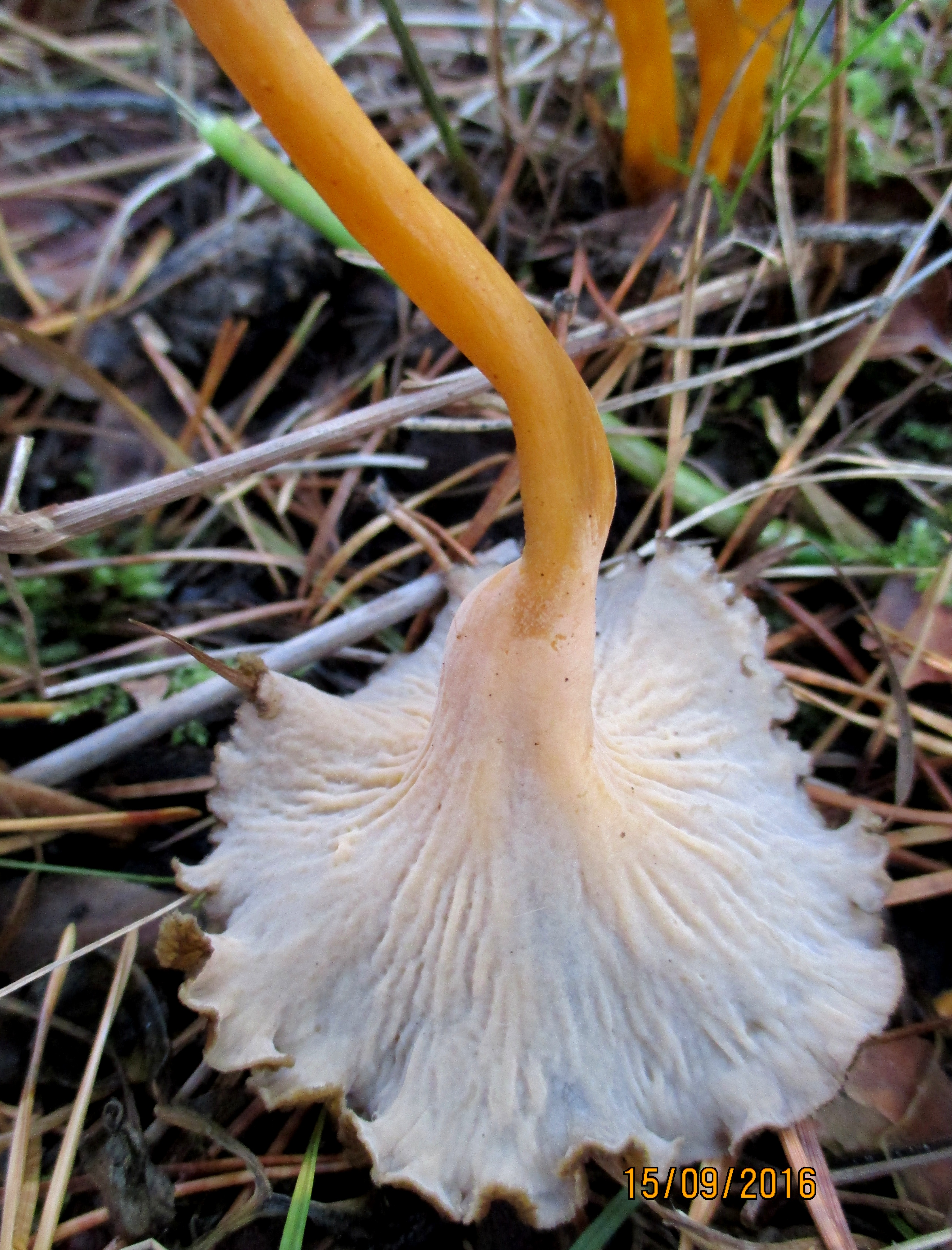
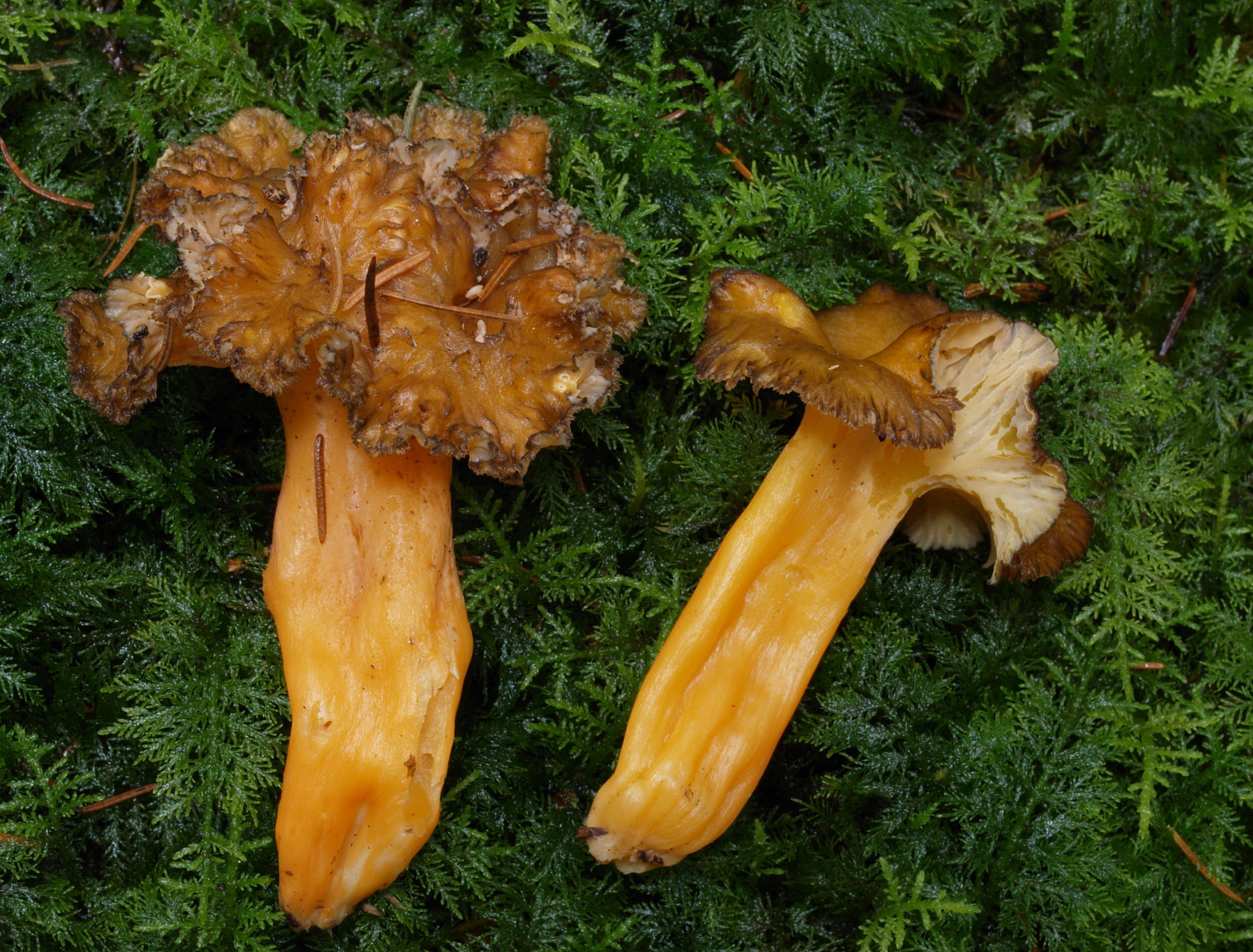
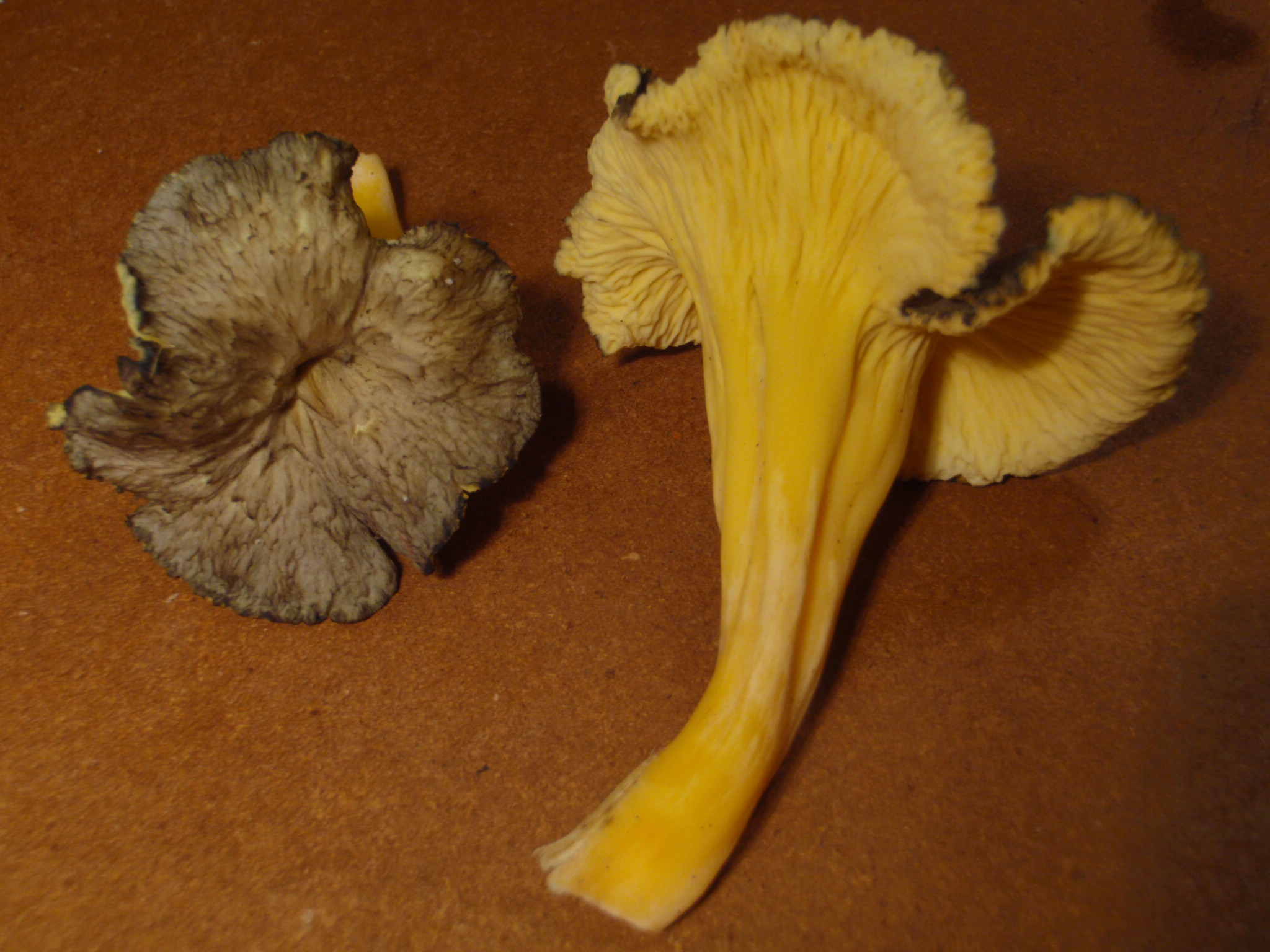
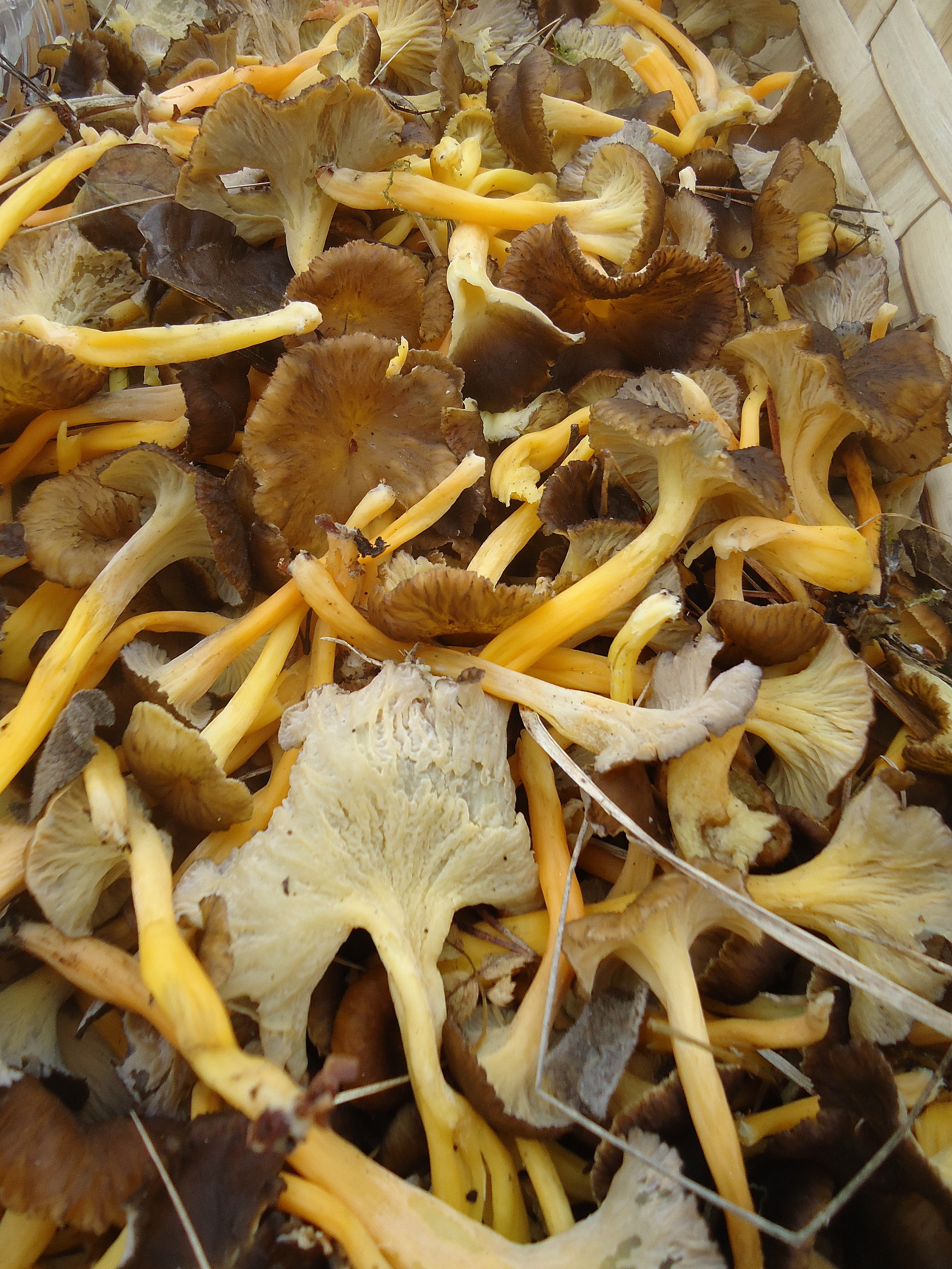

## Notes et références

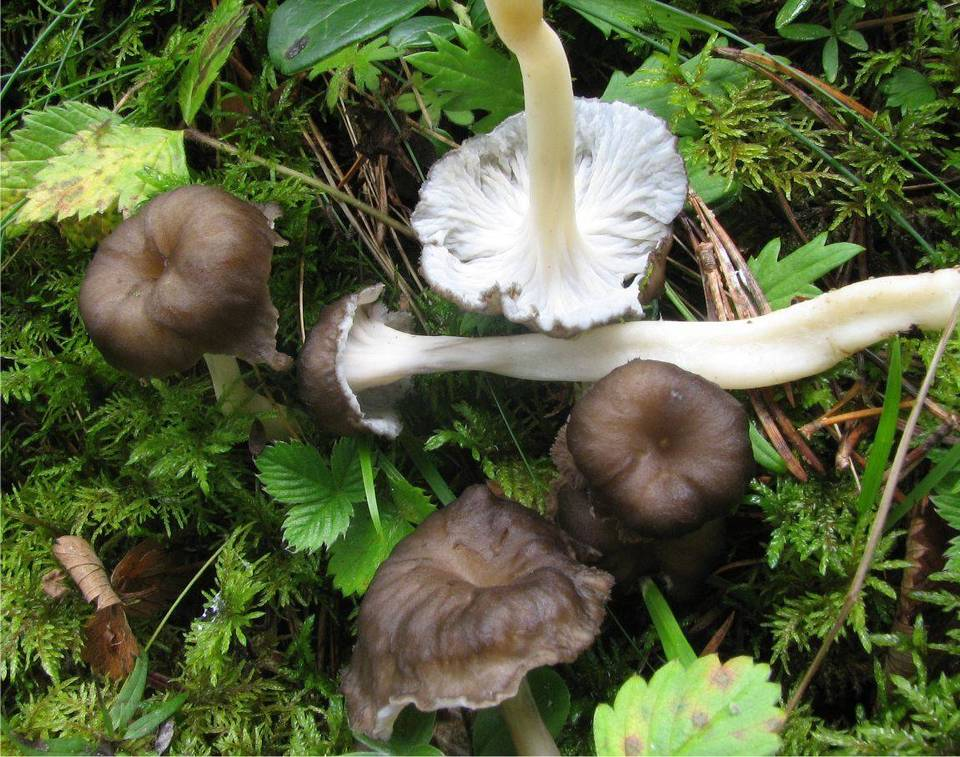
Forme nivea aux teintes blanches